# Luis Carranza
Pour les articles homonymes, voir Carranza.
Cet article possède un paronyme, voir José Luis Carranza.
Juan Luis Carranza Ugarte, né le 21 décembre 1966 à Lima, est un homme politique péruvien.
Il a été ministre de l'Économie et des Finances du 28 juillet 2006 au 14 juillet 2008 et du 19 janvier 2009 au 21 décembre 2009. 